# Iglesia de Nuestra Señora de los Dolores (Dalcahue)

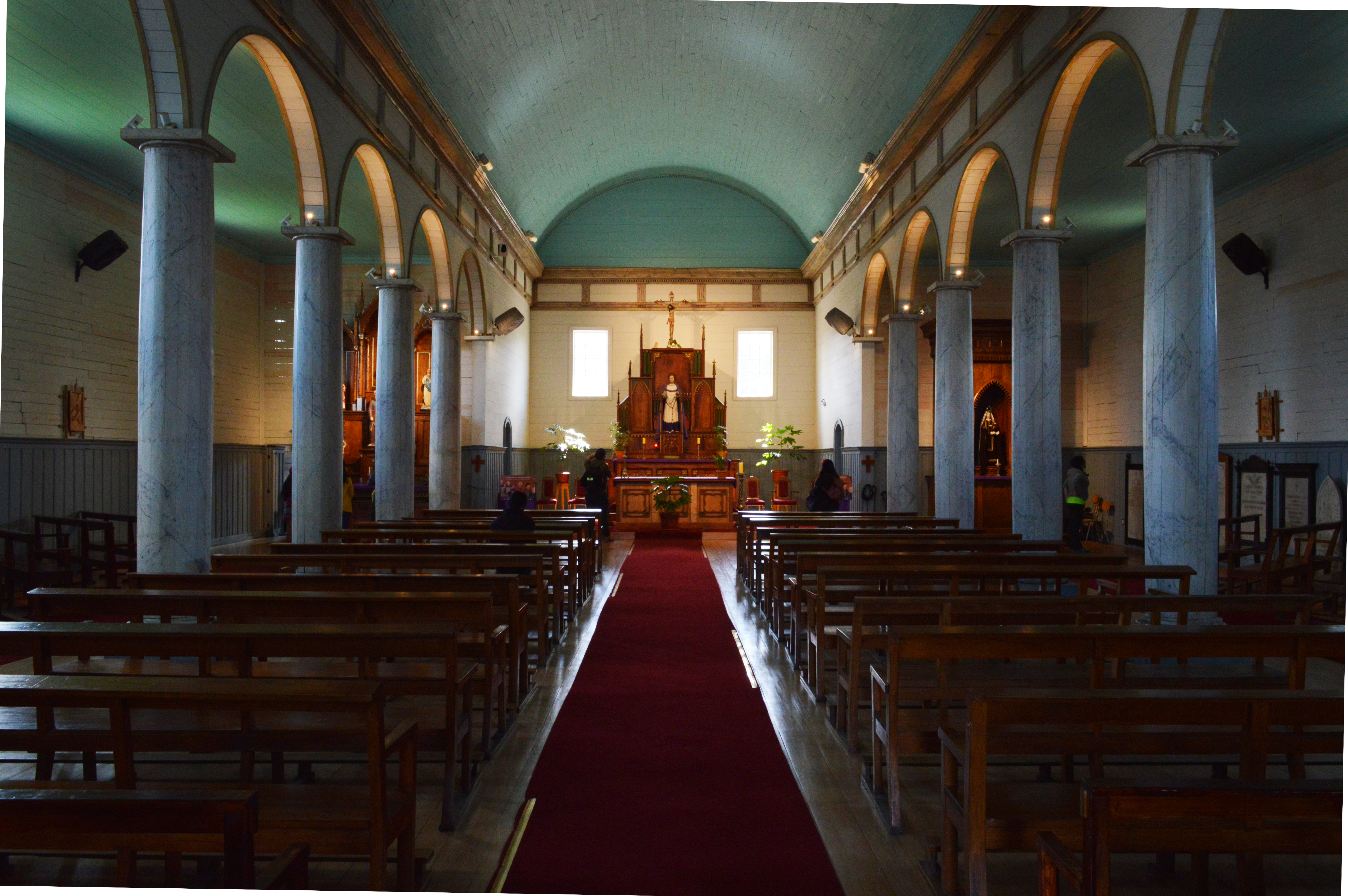
Vista general y altar principal iglesia de Dalcahue

La Iglesia de Nuestra Señora de los Dolores de Dalcahue o simplemente iglesia de Dalcahue. Esta iglesia católica se encuentra en la plaza de armas de Dalcahue, provincia de Chiloé, al sur de Chile. Su construcción se data del siglo 1903 y se levantó justo encima de una antigua capilla de misioneros jesuitas. Su arquitectura de madera y su relevancia dentro del paisaje urbano la convierten en un ícono cultural de la zona.

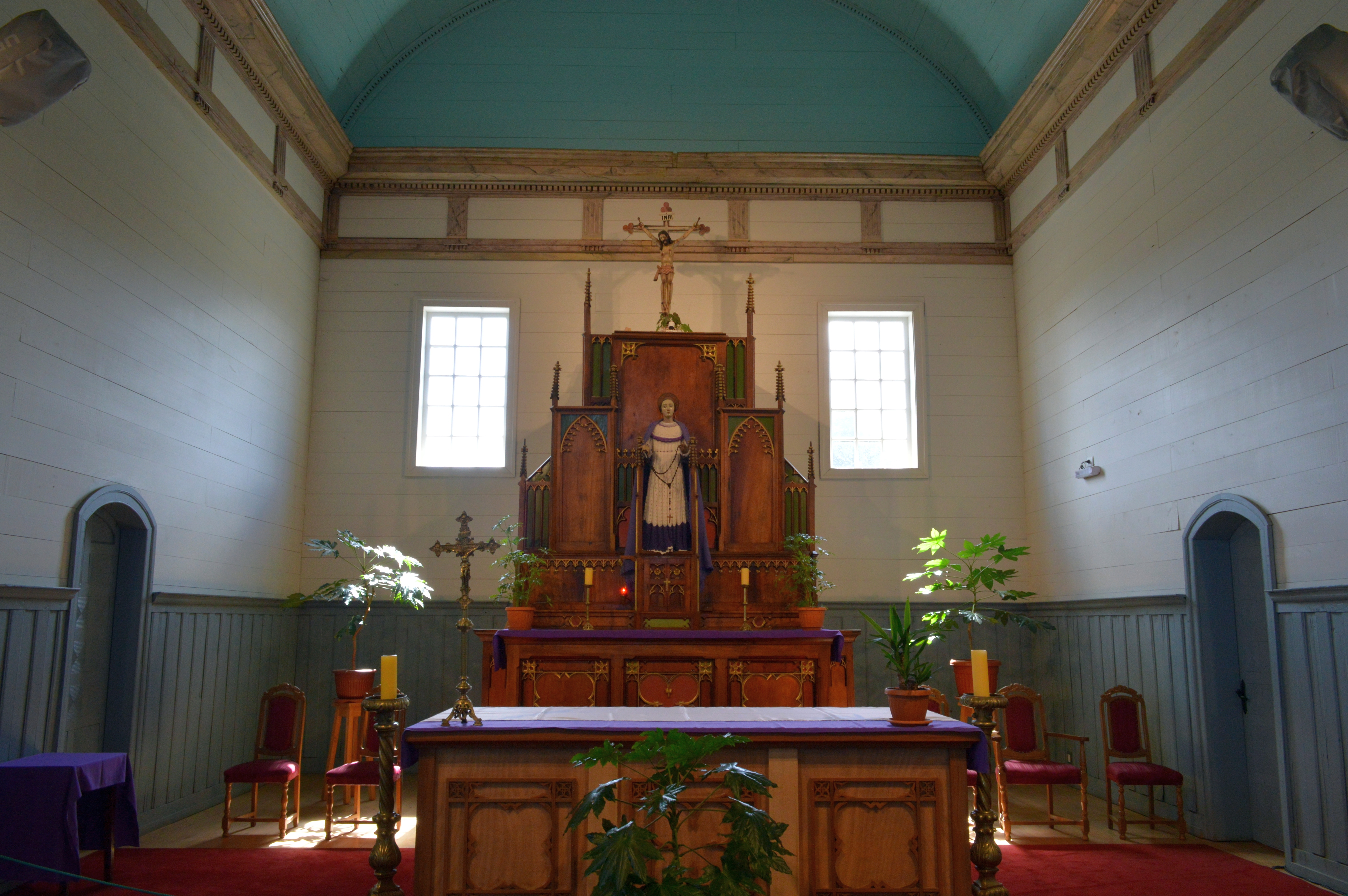
Altar Principal

Esta iglesia forma parte del grupo de 16 iglesias de madera de Chiloé que han sido declaradas Monumento Nacional de Chile y reconocidas como Patrimonio de la Humanidad por la Unesco, debido a su valor histórico, arquitectónico y espiritual. Además, es cabecera de una de las 24 parroquias que conforman la diócesis de Ancud, lo que refuerza su importancia dentro de la vida religiosa de la comunidad chilota. 
En 1814, el papa Pio VII oficializó el día de nuestra señora de los dolores al 15 de septiembre

## Descripción
La Iglesia de Dalcahue tiene 38.40 metros de largo y 17.10 metros de ancho, la altura de su nave central es de 9.23 metros aproximadamente, mientras que su nave lateral tiene una altura de 5.90 metros y su torre alcanza una altura de 26.50 metros.
En la década de 2010 se instaló una valla en el pórtico, a semejanza de la que tienen otras iglesias chilotas, como la de Colo o la de San Juan.

## Arquitectura
Su arquitectura tiene una mezcla entre los estilos neoclásico y el de la escuela chilota de arquitectura religiosa en madera, este último no ocupa clavos, sino que usa tarugos o uniones de madera para ensamblar las piezas
La estructura actual esta recubierta con tejuelas de alerce y por adentro tiene principalmente ciprés y ulmo. 

## Historia
Su construcción data de la segunda mitad del siglo XIX y en una foto de Jermán Wiederhold de 1893 se ve que tenía un techo de cuatro aguas.
La estructura original de 1858 media 38,5 varas de largo (32 metros) 14,5 varas de ancho (12 metros) y 4,5 varas de pórtico (3 metros) y estaba totalmente techada de tejuelas de alerce.
A pesar de las múltiples reparaciones que se le hacían, entre ellas el cambio de cimientos en 1883, el templo seguía en constante deteriodo, por lo que entre 1884 y 1887, se inicia la tramitación y recolección de fondos para un nuevo templo. Ya en 1893 se inicia la construcción del nuevo edificio y un año después se demolió la iglesia original 
La construcción se terminó oficialmente en 1902, aunque faltaban obras menores como reparaciones por humedad. En su inauguración, el domingo 11 de enero, fue bendecida por el Sr. obispo de la época.
La iglesia fue usada como locación en la teleserie La fiera del canal estatal TVN en el año 1999.
En el 2013, la fundación amigos de las Iglesias de Chiloé con recursos nacionales, inició la restauración de esta iglesia cambiando las tablas, y los cimientos, en donde el sistema de piedra fue reemplazado por bases de hormigón armado. La iglesia reabrió sus puertas es 12 de septiembre del 2015.

## El Cristo
El cristo ubicado en esta iglesia fue tallado, policromado y es articulado. Se le agregaron bisagras de cuero en las axilas para unirlo con el resto del cuerpo. 
Aunque estas facilitaban el trasporte del cristo, el objetivo principal de las bisagras era para una ceremonia que se realiza el Viernes Santo llamada Desclave. Consiste en desprender al cristo de su cruz y ponerlo dentro de un féretro o acostarlo sobre una mesa y cubrirlo con paños negros. Este era de vuelto a su posición original el sábado de gloria.